# Cieza (Cantabria)
Cieza è un comune spagnolo di 634 abitanti situato nella comunità autonoma della Cantabria, situato nella valle del fiume Cieza affluente del fiume Besaya, al centro della regione a 45 km da Santander. È composto da tre nuclei abitati: Collado, Villasuso e Villayuso. In quest'ultimo centro con i suoi 374 abitanti (2004) si concentra quasi la metà della popolazione del comune e vi è la sede municipale.

## Economia
L'economia locale trae i suoi mezzi dall'agricoltura, dall'allevamento del bestiame, dalle risorse di quei residenti che giornalmente lavorano nelle industrie dei comuni vicini e dalle rimesse degli emigrati in altre zone della Spagna ove maggiori sono le possibilità di lavoro diverso da quello agricolo. Il fenomeno dell'emigrazione, sempre presente, determina uno spopolamento progressivo del paese abitato ora in maggioranza da persone vecchie o anziane: nel 2004 la percentuale di giovani residenti nel comune rispetto alla popolazione totale era soltanto dell'8,2%. Negli anni 1960 contava 1 264 abitanti che si sono ridotti alla metà nel corso dei successivi quaranta anni.
Le caratteristiche della valle del Besaya chiusa fra alte montagne ha contribuito all'isolamento del comune e alla conservazione dell'ambiente naturale ricco di boschi di castagni e noccioli.

## Storia
Il ritrovamento nella zona di reperti archeologici e la presenza di grotte anticamente abitate confermano la presenza umana fin dal paleolitico. Si hanno resti risalenti al periodo di occupazione romana, ma per trovare una prima documentazione scritta dell'esistenza di Cieza bisogna attendere il medioevo.
In un documento del XIV secolo si trova la dichiarazione che un certo Carcilaso I de la Vega è proprietario del "castello di Cieza" ubicato in Villayuso. Risulta inoltre che al principio del XV secolo Cieza era governata dalla famiglia dei de la Vega, pur esistendo anche altre famiglie nobili con abitazioni nel paese. La signoria dei della Vega continuò fino al XVIII secolo quando si pose termine al dominio feudale.
Nel XVII secolo anche Cieza, come tutta la Spagna, conobbe un periodo di particolare floridezza e a questo secolo risalgono i più importanti edifici del paese.
Nel 1822 nell'ambito della riforma amministrativa della Spagna furono riuniti i tre borghi in un solo paese col nome di Cieza, dal nome del fiume e della valle nella quale è il suo territorio.

## Monumenti e luoghi d'interesse
Le emergenze monumentali del paese sono poche e si possono citare:
- Casona de Diaz de Quijano del XVII secolo sita a Villayuso (casona è un termine usato in Cantabria per indicare importanti abitazioni nobiliari).
- Casa de Ortiz, del XVII secolo a Collado.
- Casa de Fernandez de Cieza, a Villayuso del XVII secolo.
- Iglesia Parroquial de Villasuso del XVIII secolo.
- Iglesia de san Juan Bautista a Collado del XVII secolo.
- Iglesia de san Tirso del XVII secolo a Villayuso.
- Iglesia de san Sebastian a Villasuso, costruita dopo la guerra civile del 1936-39.
- Ermita del Carmen, del XVIII secolo a Villayuso.
- Castro del Cueto del Agua, resti di un castro dell'età del ferro.
- Calzada del monte Fresmola, resti di tratti della via romana che univa Pisoraca l'attuale Herrera de Pisuerga a Portus Blendium l'attuale Suances e a Portus Victoriae, identificata con Santander, passando Iuliobriga di cui esistono le rovine a Retortillo, frazione del comune di Campoo de Enmedio.

## Feste
Le feste di Cieza si collegano come abitualmente avviene in Spagna a feste religiose in onore di santi. In particolare il 20 gennaio a Villasuso si celebre la festa di San Sebastian, il 28 gennaio a Villayuso San Tirso, il 29 giugno a Villasuso San Pedro Apostol, il 10 luglio in Villayuso N.tra S.ra del carmen, ai primi di agosto a Villayuso la Virgen de Rueda, il 24 agosto San Bartolomé a Collado dove si svolge anche la festa della Virgen del Rosario nella prima domenica di ottobre.
Motivo di festa e di presenza di molte persone è la Subìda Automobilistica, gara in salita che si svolge a Collado nel mese di giugno.